# Щетинин, Юрий Иванович
Князь Юрий Иванович Щетинин (?—1549) — рында, воевода и оружейничий во времена правления Василия III Ивановича и правление Елены Васильевны Глинской при малолетнем Иване IV Васильевиче Грозном.
Из княжеского рода Щетинины. Старший сын князя Ивана Васильевича Щетинина. Имел многочисленных братьев, князей: Ивана Ивановича по прозванию "Тёмка" (убит в Битве под Оршей в 1514 году), воеводу Василия Ивановича, Захария Ивановича (убит под Смоленском), Григория Ивановича по прозванию "Кожан", Степана Ивановича по прозванию "Ёрш" и Александра Ивановича.

## Биография
В 1513 году рында с государевым доспехом в походе под Смоленск, при оружничем Никите Ивановиче Карпове.         В 1522 году рында с государевым доспехом в Коломне против крымцев. В 1532 году воевода в Нижнем Новгороде. В 1533 году, после смерти Н.И. Карпова, пожалован в оружейничие и служил в данном чине до своей смерти. В 1535 году воевода в Гомье. В 1540 году воевода в Нижнем Новгороде. В 1547 году второй воевода Передового полка в Коломне. В 1547-1548 году участвовал во Владимирском и Казанском государевых походах.
Умер в 1549 году и по родословной росписи показан бездетным.